# Anaspididae
Famille
Les Anaspididae sont des crustacés endémiques de Tasmanie.

## Classification
- genre Anaspides Thomson 1894 nouveau nom de Anaspis Thomson 1893 nec Geoffroy 1762 (Coleoptera)
  - Anaspides tasmaniae (Thomson, 1893)
  - Anaspides spinulae Williams, 1965
- genre Paranaspides Smith, 1908	
  - Paranaspides lacustris Smith, 1908
- genre Allanaspides Swain, Wilson, Hickman & Ong, 1970	
  - Allanaspides helonomus Swain, Wilson, Hickman & Ong, 1970
  - Allanaspides hickmani Swain, Wilson & Ong, 1971
- genre †Anaspidites Chilton, 1929
- genre †Koonaspides Jell & Duncan, 1986

## Publication originelle
- George Malcolm Thomson (1893). Notes on Tasmanian Crustacea, with descriptions of new species, Proc. Roy. Soc. Tasmania.